# Platypalpus pallipilosus
Platypalpus pallipilosus är en tvåvingeart som beskrevs av Saigusa och Yang 2003. Platypalpus pallipilosus ingår i släktet Platypalpus och familjen puckeldansflugor. Inga underarter finns listade i Catalogue of Life.